# Reading (Pennsylvania)
Reading település az Amerikai Egyesült Államok Pennsylvania államában, Berks megyében, melynek megyeszékhelye is. Lakosainak száma 95 112 fő (2020. április 1.).

## Népesség
A település népességének változása:
| Lakosok száma | 88 082 | 89 893 | 95 112 |
|               | 2010   | 2013   | 2020   |